# Lojze Škerl
Lojze Škerl, duhovnik, časnikar, kulturni delavec, * 24. april 1914, Sežana, † 9. marec 1995, Trst.

## Življenje in delo
Lojze Škerl se je rodil v Sežani, oče je bil Lojze, čevljar, mati Antonija (rojena Šušteršič), perica. Osnovno šolo je obiskoval v domačem kraju, nato je bil eno leto kot pripravnik v Alojzijevišču v Gorici, gimnazijo in licej je obiskoval v Malem semenišču v Gorici. Tri leta je nato študiral kot gojenec zavoda Germanicum Hungaricum filozofijo na Univerzi Gregoriani (Pontificia Universitas Gregoriana) v Rimu in dosegel diplomo iz filozofije leta 1938, za kar mu je pomagal nadškof Alojzij Fogar. Na isti univerzi je nato študiral teologijo in dosegel doktorat leta 1945 z doktorsko disertacijo o sv. Savi, organizatorju srbske Cerkve; San Sava, primo arcivescovo serba di rito bizantino-slavo. (COBISS) Še prej je prejel duhovniško posvečenje in sicer v Rimu, 26. oktobra 1941.
Lojze Škerl je v Trstu opravljal razne duhovniške službe. Med leti 1943 in 1947 je bil stolni vikar in kaplan v baziliki pri Sv. Justu; med leti 1949 in 1950 je bil kaplan in vodja Marijine družbe v Rojanu; med 1958 in 1975 je bil stolni kanonik; nato dekan stolnega kapitlja in v pomoč duhovnikom, ko je bila kje potreba. Medtem je bil tudi škofov kancler, od leta 1966 do leta 1992 škofov vikar za Slovence in v škofovi odsotnosti generalni vikarjev delegat za vso škofijo. Bil je tudi pravdnik (promotor justitiae) in "branilec vezi" (defensor vinculi) pri škofijskem cerkvenem sodišču; od leta 1972 tudi defensor vinculi pri beneškem deželnem sodišču s sedežem v Padovi; več let je bil član sveta za semeniško disciplino in sinodalni ali prosinodalni izpraševalec; mnogo let je bil tajnik izpraševalne komisije za duhovniške izpite; od leta 1966 je bil član škofijskega duhovnega sveta in škofijskega pastoralnega sveta ter član katehetske komisije. Dvajset let (od 1950 do 1970) je bil profesor moralke v tržaškem bogoslovju, kjer je pripravil tudi učni načrt in bil študijski prefekt. Katehet je bil tudi na slovenskih šolah v Trstu, najprej na osnovnih, nato na višjih šolah. Pri srcu mu je bila izdaja in uvedba slovenskih učbenikov za katehezo.(COBISS)(COBISS)(COBISS)
Lojze Škerl je bil tudi izredno ploden publicist, vpisan je bil v državno časnikarsko zbornico. Bil je med ustanovitelji Slovenskega Primorca (1945-1948), član je bil uredniškega odbora Katoliškega glasa od vsega začetka, odgovorni urednik Mlade setve (1948/50), bil je med soustanovitelji revije Mladika in njen odgovorni urednik med leti 1962/66, bil je v odboru in podpredsednik Goriške Mohorjeve družbe. Vestno je spremljal cerkveno in versko življenje v zamejstvu in po svetu, pisal je načelne in usmerjevalne članke o slovenski šoli v zamejstvu, o odgovornosti staršev in laikov, o marsičem, kar je zadevalo slovenske rojake. Redno je sodeloval z Radijem Trst A, kjer je vsak dan prispeval duhovno misel in koledar. Mnogo je objavljal tudi v Koledarju Goriške Mohorjeve družbe.(COBISS) Napisal je ogromno gesel za Primorski slovenski biografski leksikon.
Lojze Škerl je sodeloval tudi z Društvom slovenskih izobražencev in bil njihov duhovni svetovalec, na Študijskih dnevih Draga je sodeloval pri zbiranju predavateljev in skrbel za nedeljsko sv. mašo.
Umrl je v bolnišnici na Katinari pri Trstu, star 80 let.